# Friedemann Büttner
Friedemann Büttner (* 18. Mai 1938 in Göttingen; † 4. September 2012 in Berlin) war ein deutscher Politikwissenschaftler und Hochschullehrer.

## Leben
Büttner studierte in Göttingen, München, London und Oxford, unter anderem bei Eric Voegelin und Albert Hourani. Ab 1968 war er wissenschaftlicher Assistent an der Universität München, wo er 1969 mit Studien zur Zerstörung des Ordnungsverständnisses im Osmanischen Reich (1800–1926) promoviert wurde. Mit einem Stipendium der Deutschen Forschungsgemeinschaft forschte er ab 1976 in Kairo. Im Jahr 1979 wurde er an das Otto-Suhr-Institut für Politikwissenschaft der Freien Universität Berlin berufen, wo er bis zu seinem Eintritt in den Ruhestand im Jahr 2003 als Professor und Leiter der Arbeitsstelle Politik des Vorderen Orients tätig war.
Büttner setzte mit seiner wissenschaftlichen Arbeit Akzente in der Erforschung der politischen Landschaft des Nahen Ostens und islamisch geprägter Kulturen. Gastprofessuren und Forschungsaufenthalte führten ihn in mehrere arabische Länder.
Büttner war Vorstandsmitglied der Deutsch-Arabischen Freundschaftsgesellschaft.
Er war mit Inge Klostermeier-Büttner verheiratet und starb im September 2012 an Krebs.

## Veröffentlichungen (Auswahl)
- Die Krise der islamischen Ordnung. Studien zur Zerstörung des Ordnungsverständnisses im Osmanischen Reich (1800–1926) (Diss.), München 1969
- Reform und Revolution in der islamischen Welt: von der osmanischen Imperialdoktrin zum arabischen Sozialismus (Hrsg.), München 1971, ISBN 3-471-61505-9.
- Reform in Uniform? Militärherrschaft und Entwicklung in der Dritten Welt (Mitarb.), Schriftenreihe des Forschungsinstituts der Friedrich-Ebert-Stiftung, Bd. 127, Bonn-Bad Godesberg 1976, ISBN 3-87831-236-9.
- Nahost. In: Wolfrum/Prill/Brückner (Hrsg.): Handbuch Vereinte Nationen, München 1977, ISBN 3-7940-2248-3.
- Nahost-PLOETZ – Geschichte der arabisch-islamischen Welt zum Nachschlagen (mit Johannes Berger und Bertold Spuler), Freiburg/Würzburg 1987, ISBN 3-87640-321-9
- Ägypten (mit Inge Klostermeier), München 1991, ISBN 3-406-35162-X.